# Musikdirektör
Musikdirektör kallas den som genomgått högre musikutbildning och är verksam som musiker eller musikpedagog. Titeln används även inom militärmusiken.

## Historiskt

### Sverige
Musikdirektör var enligt äldre bestämmelser en titel för den som hade som avlagt fullständig musikdirektörsexamen vid Statens musikkonservatorium (sång och stråkinstrumentspelning ingick). Sedan titel för dem som där avlagt militär musikdirektörsexamen samt dem som anställts som ledare av militär musikkår. I dagligt tal även benämning på musikanförare i allmänhet, särskilt sångledare, medan orkesterdirigenter oftare kallades kapellmästare.

#### Militären
Musikdirektör är en musikanförare vid ett regementes musikkår. Den har i uppdrag att arrangera, anordna och leda musikkårens framträdanden. För att ta musikdirektörexamen krävs godkända kunskaper i harmonilära, instrumentation för militärorkester och att spela ett träblåsinstrument, ett bleckblåsinstrument och piano. De som utbildade sig efter 1905 fick istället titeln musikunderlöjtnant.

### Tyskland
Musikdirektör är en tilldelad titel på en framstående musikledare i Tyskland. Även titeln generalmusikdirektor finns i Tyskland och är en hederstitel för särskilt berömda dirigenter.